# Caldas de São Jorge e Pigeiros
Caldas de São Jorge e Pigeiros (auch: União das Freguesias de Caldas de São Jorge e Pigeiros) ist eine portugiesische Gemeinde (freguesia) im Kreis (municipío) Santa Maria da Feira mit einer Fläche von 10,64 km² und 3688 Einwohnern (Volkszählung 2021). Sie entstand mit der Gebietsreform im September 2013 durch den Zusammenschluss der ehemaligen Gemeinden Caldas de São Jorge und Pigeiros, die heute Ortsteile der neuen Gemeinde sind.